# واسیلیکی پلوریتو
واسیلیکی پلوریتو (انگلیسی: Vasiliki Plevritou؛ زادهٔ ۸ ژوئن ۱۹۹۸) بازیکن واترپلو زن اهل یونان است.